# Orthotrichum incrassatum
Orthotrichum incrassatum là một loài rêu trong họ Orthotrichaceae. Loài này được Lewinsky mô tả khoa học đầu tiên năm 1993.